# Dla Ojczyzny i Wolności/Łotewski Narodowy Ruch Niepodległości
Dla Ojczyzny i Wolności/Łotewski Narodowy Ruch Niepodległości (łot. Tēvzemei un Brīvībai/Latvijas Nacionālās Neatkarības Kustība, TB/TNNK) – łotewska partia narodowo-konserwatywna istniejąca w latach 1997–2011, do jesieni 2010 jedno z ugrupowań koalicji centroprawicowej rządzącej na Łotwie, członek Europejskich Konserwatystów i Reformatorów.

## Historia
Ugrupowanie powstało ze środowisk opozycyjnych wobec ZSRR i komunizmu, domagających się pełnej niepodległości dla Łotwy oraz opowiadających się za prawnym kontinuum prawnym z przedwojennym państwem: istniejącej od 1993 partii Dla Ojczyzny i Wolności (Tēvzemei un Brīvībai, TB) i Łotewskiego Narodowego Ruchu Niepodległości (Latvijas Nacionālās Neatkarības Kustība, LNNK).
Na początku lat 90. obie partie broniły restrykcyjnego prawa o obywatelstwie, domagały się powrotu do granic łotewskich z 1940 oraz występowały za wstąpieniem kraju do NATO. W kwestiach gospodarczych reprezentowały poglądy umiarkowane.
Od 1993 ugrupowania były obecne w Sejmie: w V i VI kadencji były reprezentowane przez 21 posłów. W VII kadencji TB/LNNK wywalczyło 17 mandatów, zaś w wyborach w 2002 i 2006 odpowiednio 7 i 8 mandatów.
W latach 1995–2004 partia była częścią centroprawicowych koalicji rządzących. W okresie 1997–1998 jeden z jej liderów Guntars Krasts sprawował urząd premiera. W latach 2006–2010 ugrupowanie ponownie wchodziło w skład gabinetów rządzących Łotwą.
TB/LNNK było w latach 2004–2009 członkiem Unii na rzecz Europy Narodów. Uzyskawszy 29% głosów w wyborach do Parlamentu Europejskiego w 2004 zanotowało najlepszy wynik w kraju i było do 2008 reprezentowane w Strasburgu przez 4 posłów. W lutym 2008 partię opuściło 3 eurodeputowanych. W wyborach do Parlamentu Europejskiego w 2009 partia uzyskała 7% głosów i 1 mandat poselski, który objął jej lider Roberts Zīle. Ugrupowanie było zrzeszone w klubie Europejskich Konserwatystów i Reformatorów.
Przed wyborami w 2010 partia weszła w koalicję z nacjonalistycznym ugrupowaniem Wszystko dla Łotwy!, uzyskując dwa mandaty poselskie. 23 lipca 2011 nastąpiło zjednoczenie TB/LNNK z „Visu Latvijai!”, w wyniku którego obie partie powołały do życia Zjednoczenie Narodowe „Wszystko dla Łotwy!” – TB/LNNK.